# 무장읍성
고창 무장현 관아와 읍성(高敞 茂長縣 官衙와 邑城)는 대한민국 전북특별자치도 고창군 무장면에 있는 조선시대의 성이다. 1991년 2월 26일 대한민국의 사적 제346호로 지정되었다.

## 개요
읍성이란 군이나 현의 주민을 보호하고, 군사적·행정적인 기능을 함께 하는 성을 말한다.
무장읍성(茂長邑城)은 남문인 진무루에서 무장초등학교 뒷산을 거쳐, 해리면으로 가는 도로의 좌편까지 뻗어 있다. 성의 둘레는 약 1,400m, 넓이는 43.847평이다. 성내에는 객사·동헌·진무루 등 옛 건물이 그대로 남아 있고 건물 주변에는 여러 가지 유구들이 산재해 있다.
그동안 흙으로 축조된 토성으로 알려져 왔던 이 성이 공사 때에 성벽 동쪽 끝부분의 단면이 드러났었는데 성곽일부가 흙과 돌을 섞어서 축조된 것임이 밝혀졌다. 1915년에 발견된 '무장읍지'에 의하면 조선 태종 17년(1417) 병마사 김저래가 여러 고을의 백성과 승려 등 주민 2만여 명을 동원하여 그해 2월부터 5월까지 만 4개월 동안에 축조했다고 전한다.

## 비격진천뢰
2018년 11월 15일, 호남문화재연구원은 전북 고창의 무장읍성에서 11점의 비격진천뢰를 발견했다고 밝혔다.

## 참고 자료
- 고창 무장현 관아와 읍성 - 국가유산청 국가유산포털
- 이 문서에는 다음커뮤니케이션(현 카카오)에서 GFDL 또는 CC-SA 라이선스로 배포한 글로벌 세계대백과사전의 내용을 기초로 작성된 글이 포함되어 있습니다.